# .de
A .de Németország internetes legfelső szintű tartomány kódja, melyet 1986-ban hoztak létre. Németország német nevének (Deutschland) első két betűjéből ered a kód. Nem kötelező harmadik szintű domain neveket regisztrálni, mint például a .uk tartományban, de biztosítanak rá lehetőséget. A DENIC kezeli a regisztrációkat. Nemzetközi, nem csak ASCII karaktereket tartalmazó címeket is be lehet jegyezni.